# Claus Peter Poppe

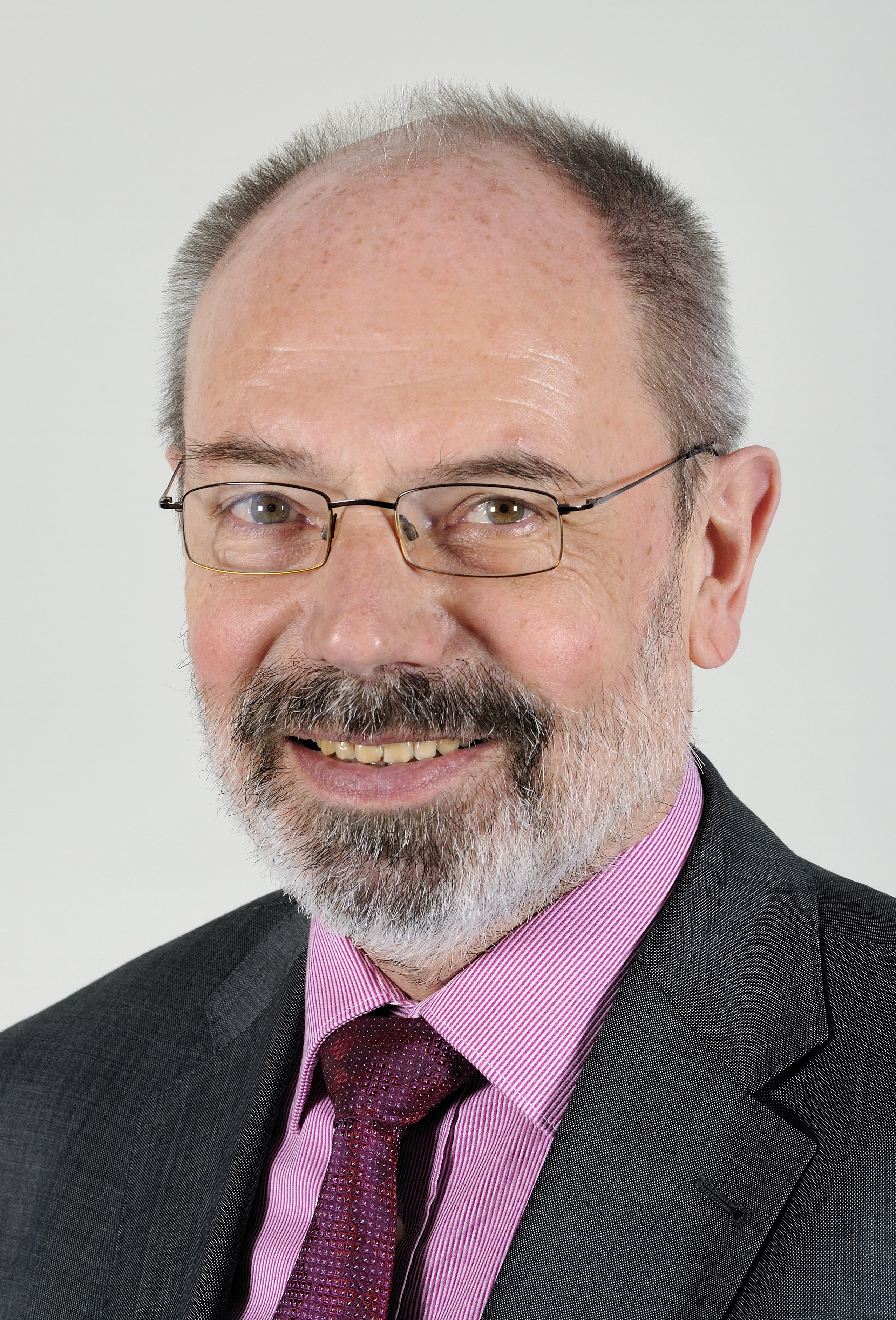
Claus Peter Poppe, 2009

Claus Peter Poppe (* 1. März 1948 in Lohne (Oldenburg)) ist ein deutscher Politiker (SPD). Von 2003 bis 2014 war er Mitglied des Niedersächsischen Landtags, von 2014 bis 2021 war er Bürgermeister der Samtgemeinde Artland.
Claus Peter Poppe ist römisch-katholisch, verheiratet und hat zwei Kinder.

## Ausbildung und Beruf
Nach dem Abitur studierte Poppe Deutsch und Sport in Göttingen und Austin (Texas). Nach dem Referendariat war er von 1975 bis 1995 Lehrer am Gymnasium Lohne, zuletzt als Studiendirektor. Danach leitete er bis zu seiner Wahl in den Landtag 2003 das Artland-Gymnasium in Quakenbrück.

## Politik
Seit 1975 ist Poppe Mitglied der SPD. Er ist Sprecher des „Gesprächskreises SPD und Kirchen“ in der Region Osnabrück.
Von 1976 bis 1996 war er Ratsherr der Stadt Lohne, zuletzt als Vorsitzender der SPD-Stadtratsfraktion, von 1986 bis 1996 Kreistagsabgeordneter im Landkreis Vechta. Seit 2001 gehört er dem Rat der Samtgemeinde Artland an.
2003, 2008 und 2013 wurde Claus Peter Poppe über die Landesliste in den Niedersächsischen Landtag gewählt. Von 2008 bis 2014 war er Vorsitzender des Kultusausschusses, nachdem er schon von 2003 bis 2008 stellvertretender Vorsitzender gewesen war. Zudem war er Sprecher seiner Fraktion für Kirchen, Religions- und Weltanschauungsgemeinschaften.
2011 wurde Claus Peter Poppe zum ehrenamtlichen Bürgermeister der Stadt Quakenbrück gewählt. 2014 gewann er die Direktwahl zum Bürgermeister der Samtgemeinde Artland. Er legte daraufhin sein Landtagsmandat nieder; für ihn rückte Karin Logemann in den Landtag nach. Zu den Kommunalwahlen in Niedersachsen 2021 hat Poppe die Altersgrenze für Samtgemeindebürgermeister überschritten und stand daher nicht erneut für das Amt zur Wahl. Im Amt folgte ihm Michael Bürgel, wie Poppe ein Mitglied der SPD.

## Sonstiges
Seit 2017 führt Claus Peter Poppe Stadtführungen durch Quakenbrück auf Plattdeutsch durch.